# 貝恩特森角
60°43′S 45°36′W / 60.717°S 45.600°W
貝恩特森角（英語：Berntsen Point）是南極洲的海岬，位於南奧克尼群島，處於西格尼島東部，是博爾赫灣入口的南面，該海岬在1927年被繪入地圖，現時由南極條約體系管理。